# Verena Griess
Verena Griess ist eine ordentliche Professorin für Umweltsystemwissenschaften an der ETH Zürich.

## Werdegang
Griess absolvierte ein Studium an der Technischen Universität München. Von 2003 bis 2008 folgte ein Diplomstudium zur Ingenieurin in Forstwissenschaft. Anschliessend absolvierte sie den Master in Wald- und Holzwissenschaften von 2007 bis 2008. Anschliessend war sie Doktorandin an derselben Universität während drei Jahren. Von 2011 bis 2012 arbeitete sie als Researcherin für das Department Boden und Klima bei der Bayerischen Landesanstalt für Wald und Forstwirtschaft. 2012 kehrte sie als Postdoctoral Researcher zurück an ihre Alma Mater ans Institut für Forstmanagement. Von 2014 bis 2021 war sie Assistenzprofessorin an der University of British Columbia in Kanada. Seit Januar 2021 arbeitet sie als ordentliche Professorin für Forstressourcenmanagement an der ETH Zürich.